# Chironomus inquinatus
Chironomus inquinatus är en tvåvingeart som beskrevs av Correia, Trivinho-strixino och Michailova 2006. Chironomus inquinatus ingår i släktet Chironomus och familjen fjädermyggor. Inga underarter finns listade i Catalogue of Life.